# Phoradendron cuneifolium
Phoradendron cuneifolium är en sandelträdsväxtart som beskrevs av Ignatz Urban. Phoradendron cuneifolium ingår i släktet Phoradendron och familjen sandelträdsväxter. Inga underarter finns listade i Catalogue of Life.